# Saint-Martial (Charente Marittima)
Saint-Martial è un comune francese di 126 abitanti situato nel dipartimento della Charente Marittima nella regione della Nuova Aquitania.

## Società

### Evoluzione demografica
Abitanti censiti